# 無弋爰剣
無弋爰剣（むよくえんけん、拼音：Wúyìyuánjiàn、生没年不詳）は、中国春秋戦国時代の羌族の首領。「無弋」とは羌族の言葉で「奴隷」を意味する。

## 生涯
羌族に無弋爰剣（むよくえんけん）という者がおり、彼は初め秦の厲共公（在位：前476年 - 前443年）の征討によって拘束され、奴隸となる。彼は何の戎に属すのかは不明であるが、戎族であることは確かとされる。
無弋爰剣は後に脱出することができたが、秦によって追われたため、岩窟中に逃げ込んで難を逃れた。羌人の伝承によると、無弋爰剣が穴の中に隠れた時、秦人がこれを焼き殺そうとしたが、虎のような形の影が火を覆い、死なずに済んだという。無弋爰剣は岩窟の外に出た後、鼻を削がれた女と野で出会い、夫婦となった。女はその容貌を恥じて髪の毛で顔を隠していたため、後に羌人はこれを習俗とした。無弋爰剣は女とともに逃げて三河（黄河、賜支河、湟河）の間に入った。
羌の諸族は無弋爰剣が焼かれても死ななかったのを見て、畏れてこれに仕え、彼を豪（ごう：首領）に推戴した。河湟の辺りでは五穀が少ないものの、禽獣（鳥や獣）が多かったため、羌族は射猟を生業としていたが、無弋爰剣が彼らに農耕と牧畜を教えたため、無弋爰剣をますます敬うようになった。こういうこともあって他部族の者たちも彼を頼って来るようになり、無弋爰剣の部落は日に日に衆の数が増えていった。

## 参考資料
- 『後漢書』西羌伝